# Auneau
Pour les articles ayant des titres homophones, voir Ohno et Ono.
Auneau est une ancienne commune française située dans le département d'Eure-et-Loir en région Centre-Val de Loire, devenue le 1er janvier 2016 une commune déléguée au sein de la commune nouvelle d'Auneau-Bleury-Saint-Symphorien. Les habitants d'Auneau sont les Alnélois.

## Géographie

### Situation

Situation géographique
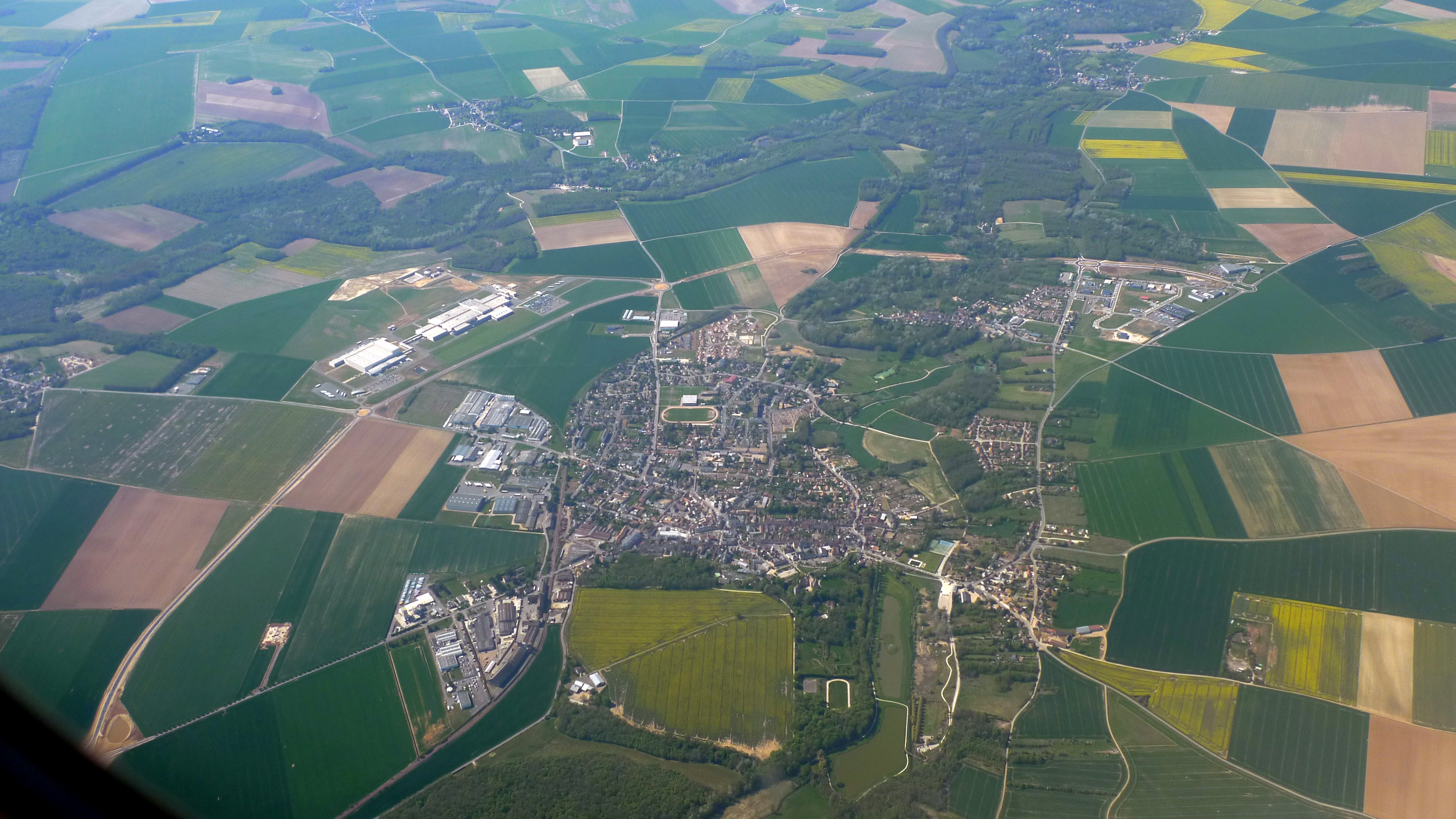
Auneau, vue d'avion.
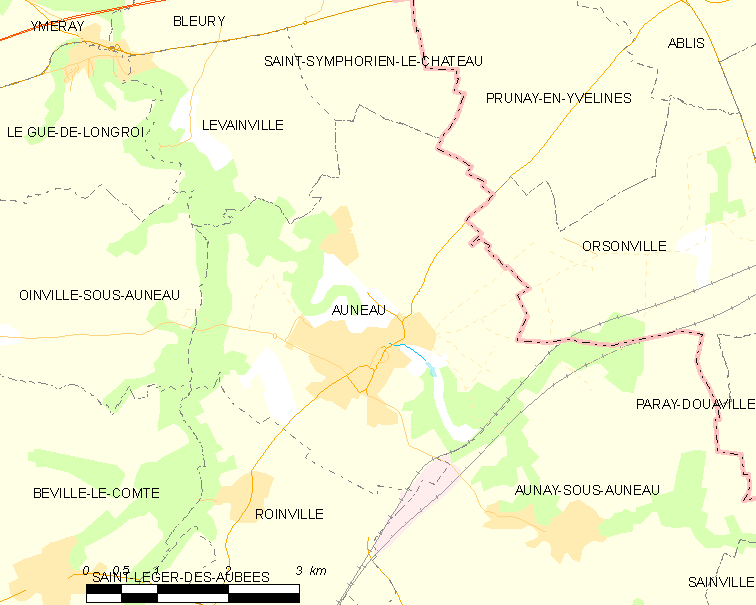
Carte de la commune d'Auneau, 2012.

### Communes et département limitrophes
| Levainville          | Bleury-Saint-Symphorien | Prunay-en-Yvelines (Yvelines) |
| Oinville-sous-Auneau | Auneau                  | Orsonville (Yvelines)         |
| Béville-le-Comte     | Roinville               | Aunay-sous-Auneau             |

### Hameaux et écarts

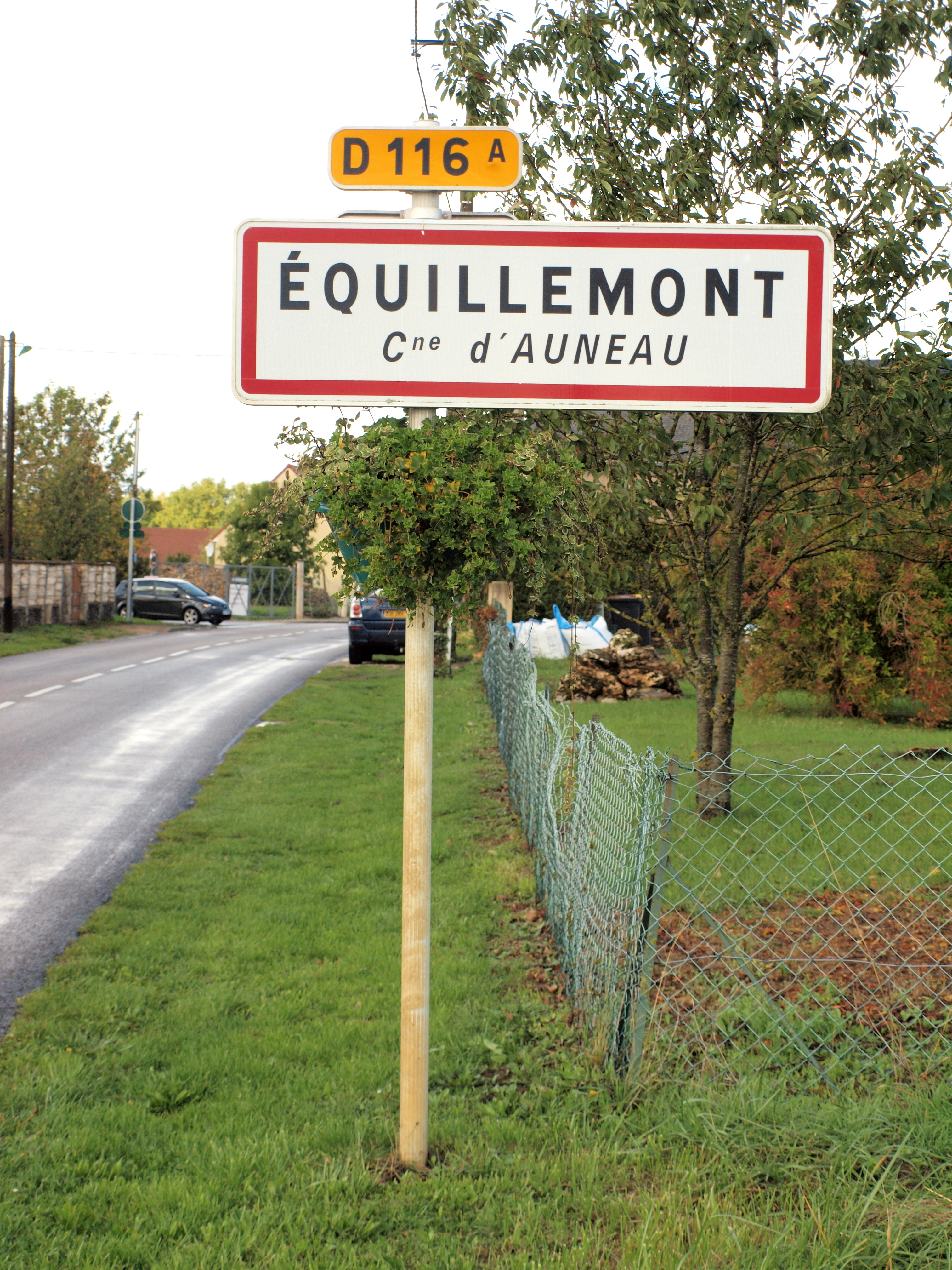
Entrée d'Équillemont.

- Équillemont.

### Hydrographie
La petite ville d'Auneau se situe sur la rive gauche de l'Aunay. Cette rivière, née sur la commune voisine d'Aunay-sous-Auneau, conflue avec la Voise en rive droite, un peu plus au nord-ouest, en limite avec les communes d'Oinville et de Levainville.

### Voies de communication et transports

#### Axes ferroviaires

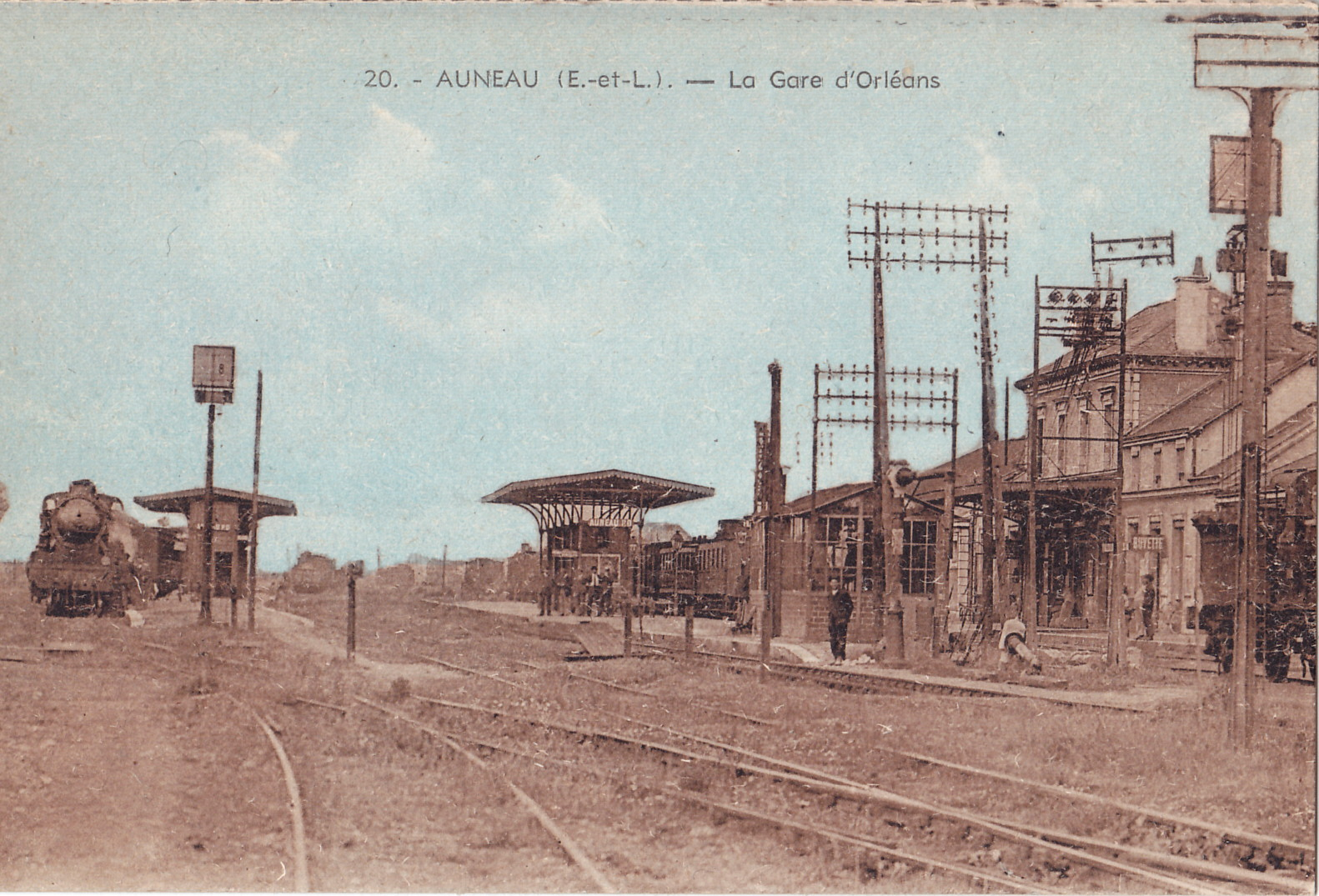
La gare d'Auneau au début du XXe siècle était un carrefour de plusieurs lignes ferroviaires.

Auneau est doté d'une gare SNCF, sur la ligne de Paris-Austerlitz via Brétigny - Tours, Châteaudun et Vendôme.
Auneau disposait autrefois de 2 gares : 

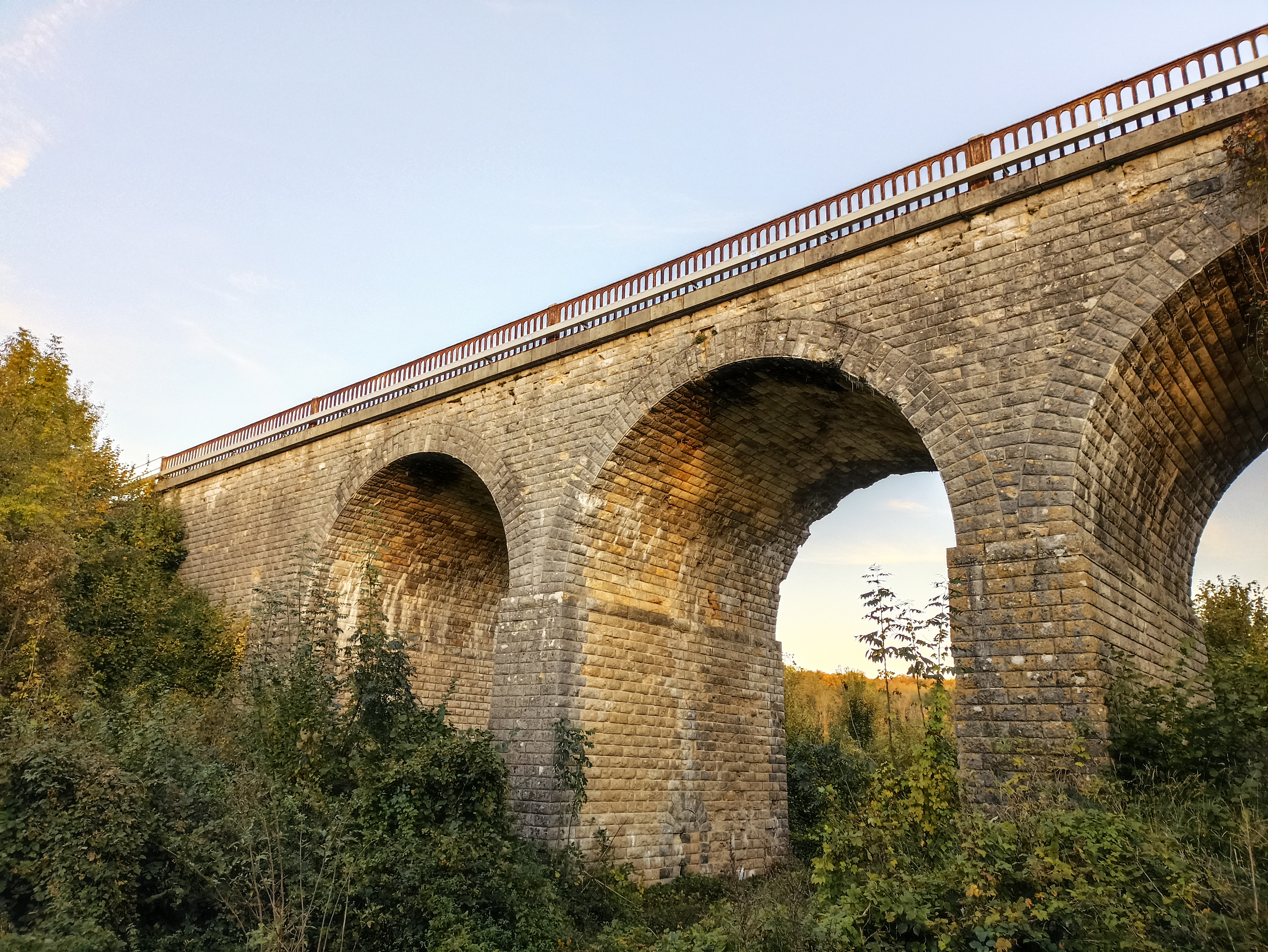
Pont en pierre, de la ligne Auneau-Embranchement à Paris Austerlitz, usuellement emprunté par un TER.

- Auneau-Ville,Pont en pierre, de la ligne Auneau-Embranchement à Paris Austerlitz, usuellement emprunté par un TER.Gare qui desservait à la fois la ligne Auneau à Chartres via Béville-le-Comte, Houville-la-Branche, Nogent-le-Phaye et Beaulieu et la ligne Auneau-Dreux par Gallardon, Maintenon et Nogent-le-Roi. Cette gare est aujourd'hui fermée et les bâtiments ont été vendus à un ferrailleur.
- Auneau-Embranchement, Construite sur la ligne de Paris-Austerlitz à Tours via Brétigny, Dourdan, Châteaudun, Vendôme et la Membrolle-Choisille (lieu du raccordement à ligne allant du Mans à Tours) et qui se trouvait à l'origine de la ligne d'Auneau-embranchement à Étampes via Maisons, Sainville, Saint-Escobille, Chalo-Saint-Mars et Saint-Hilaire. Près de cette gare se trouve une base de traveaux pour la LGV Atlantique.

La gare d'Auneau-Embranchement dite autrefois d'Auneau-Orléans est toujours en activité.

#### Axes routiers

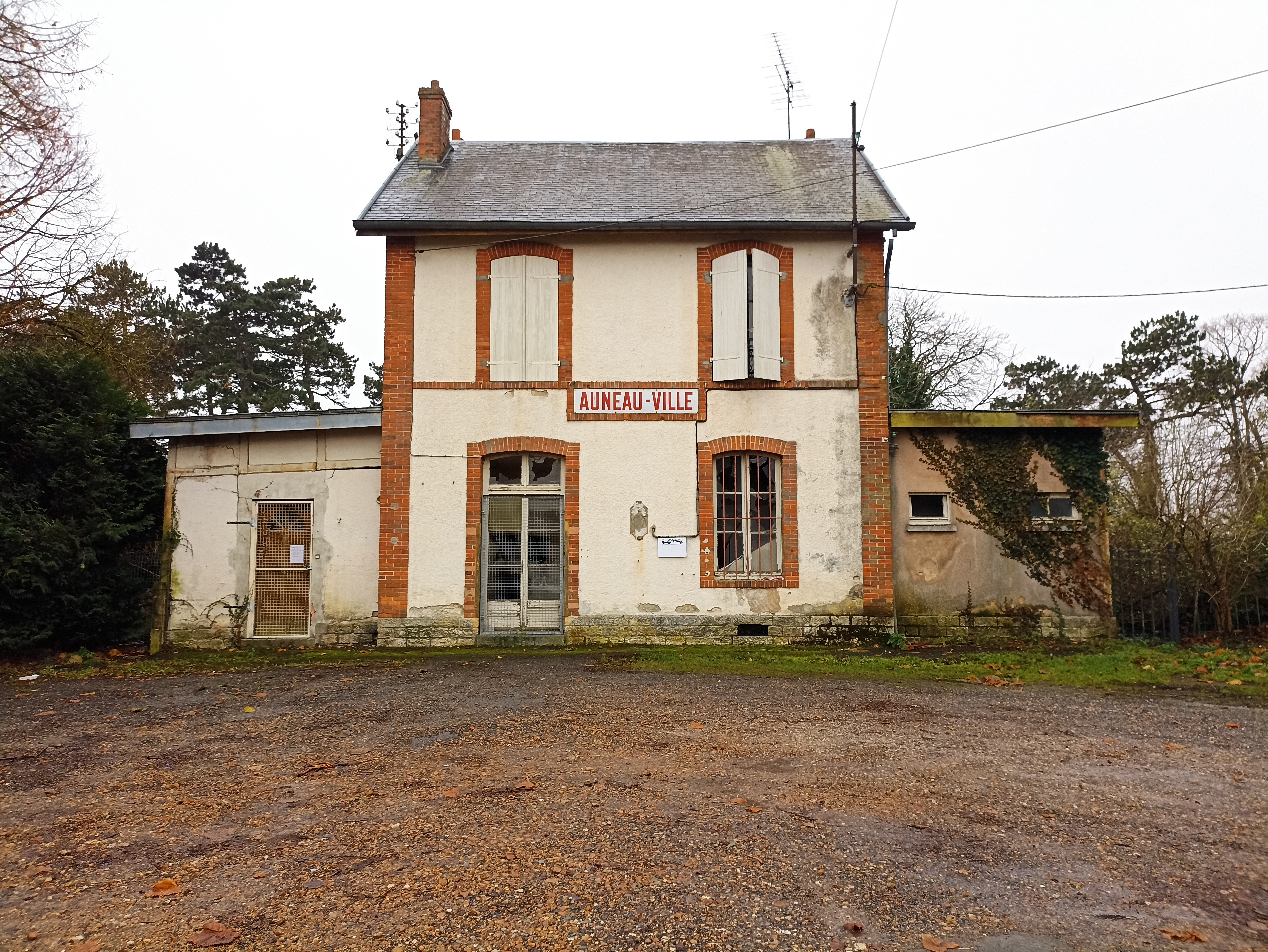
Gare d'Auneau-Ville, aujourd'hui fermé. La voie ferrée y menant est utilisée pour du transport agricole, céréalier en certaines occasions. Cette voie est directe vers la Gare en périphérie de la ville, et donc le reste du réseau ferroviaire français.

Auneau est géographiquement très bien située, l’accès à la ville est favorisé par un réseau routier important. Bordée au nord par la RD 910 et l’A11 et à l’est par l’A10, seulement 25 km séparent Auneau de Chartres, de Rambouillet et de Dourdan. En empruntant l’A10, Auneau se situe à 70 km de Paris et 80 km d’Orléans.
- A10 : Paris – Orléans – Bordeaux;
- A11 : Paris – Le Mans – Nantes;
- N10 : Chartres - Tours - Bordeaux;
- RN 191 : Ablis - Étampes.

#### Transports en commun
La commune est desservie par :
- les lignes 82, 15, 15A et 15B du réseau Transbeauce (jusqu'en 2017) ;
- la ligne 11 du réseau de bus Centre et Sud Yvelines.

## Toponymie
Le nom de la localité est attesté sous les formes Auneellum en 1111, Auncellum et Alnetellum en 1118 et 1130, Alneolum en 1168, Alneelum en 1172, Auneel en 1279, Aulnel en 1469, Aulneau en 1565, Saint Remy d’Auneau en 1736.
Ce toponyme rappelle l'existence d'une aulnaie de petite taille mais néanmoins remarquable et si caractéristique en ces lieux qu'elle a donné son nom à ces lieux.
Ce nom est ancien et vient des aulnes qui couvraient l'emplacement où la commune a pris naissance.

## Histoire
L'origine de la ville remonte avec certitude au Moyen Âge mais son emplacement pourrait avoir été occupé dès l'époque romaine et gauloise. Le berceau de la ville semble avoir été localisé à Saint-Rémi où s'élève l'église bâtie sur la fontaine sacrée des druides, un peu au nord-ouest du centre actuel.
Le donjon féodal est élevé vers 1090-1100 par Hugues Ier Le Riche de Gallardon (ci-dessous), qui construit le deuxième château d'Auneau juste à côté du premier (un fort carolingien, du VIIIe ou du IXe siècle ?[évasif], à Vieille-Cour ; il ne subsiste du deuxième château que cette tour cylindrique ; Le reste des bâtiments actuels correspond aux châteaux ultérieurs, notamment le troisième, élevé par Bureau de La Rivière dans la deuxième moitié du XIVe siècle, puis transformé par Pierre d'Hariague au XVIIIe siècle ; site : place du Champ de Foire, rive gauche de l'Aunay, près de l'Hôtel de Ville ; voir plus bas des précisions sur l'église et la tour),,.
En août 1392, en route vers la Bretagne où il doit châtier Jean IV et Pierre de Craon, Charles VI fait étape à Auneau où son bien-aimé et féal le marmouset Charles Bureau l'accueille : ils l'ignorent encore, mais quelques jours après se déclenchera la folie du roi dans la forêt du Mans, prélude à la subite disgrâce de Bureau de La Rivière orchestrée par ses ennemis, les oncles du roi, qui reviennent en force et profitent désormais de l'incapacité de leur royal neveu.

### Les seigneurs d'Auneau
Les seigneurs d'Auneau appartiennent d'abord à la famille de Montlhéry, (assimilée à une branche cadette des Montmorency), puis par mariage aux Le Riche de Gallardon : Thibaud File-Étoupe (vers 970-1031 ; il serait un fils et un frère cadet de Bouchard Ier de Bray et de Bouchard II ou Ier le Barbu de Montmorency) < (père possible de Milon de Bray : son existence est mise en doute par certains ; en fait il pourrait être non pas le fils mais le gendre de Thibaud ; dans ce cas son propre père serait Guy de La Ferté-Milon, prévôt du prieuré de Chevreuse) < Gui Ier de Montlhéry (v. 1015-1095), x Hodierne de Gometz < Béatrice de Montlhéry, dame d'Auneau en fief de Rochefort, sœur de Milon qui continue les sires de Montlhéry, et de Guy le Rouge qui poursuit les sires de 'Rochefort, mariée d'abord à Hervé Ier Le Riche seigneur de Gallardon (1037-1092) [puis au sénéchal Anseau de Garlande (1069-vers 1118) ?, à moins que la femme du sénéchal Anseau soit plutôt une nièce de Béatrice, fille de Guy le Rouge et porteuse du même nom ; en tout cas les Garlande puis leurs descendants Montfort, Dreux et Roucy, assureront la suite des seigneurs de Rochefort jusqu'à Isabelle de Roucy ci-dessous]
- < Hugues Ier Le Riche de Gallardon († 1101), fils de Béatrice et d'Hervé Ier Le Riche ; et ses frères Garin et Guy Ier-II († après 1135, seigneur d'Auneau) < Josselin/Joscelin Ier Le Riche, fils de Guy < (Hugues de Maulette ?) < Josselin II, cité jusqu'en 1166, fils ou petit-fils de Josselin Ier < Guy II-III, cité jusqu'en 1210, frère de Josselin, Geoffroy chanoine de Chartres, Jean de Verville et Denonville, Guillaume et Thibaut ; x Isabelle < quatre Guy (de III-IV à VI-VII) semblent alors se succéder de père en fils, époux respectifs d'une Clémence, d'une Hélissende, de Létice de Montigny (-le-Bretonneux ?), enfin de Marguerite de Pontchevron (de la même famille que Guillaume de Pont-Chevron mari d'Agnès du Donjon et  sénéchal de Nîmes et de Beaucaire en 1278-80, et que Jeanne de Pont-Chevron femme de Gibaud Ier de St-Vérain de La Celle à la fin du XIIIe siècle) < Marguerite Le Riche, dame d'Auneau, et de Rochefort[15] par achat vers1370-1380 à sa lointaine cousine Isabelle comtesse de Roucy ci-dessus : elle épouse vers 1365 le marmouset Charles (aussi dit Jean : par confusion avec son père Jean II ou son frère aîné Jean III-IV ?) Bureau III de La Rivière († 1400 ; conseiller-chambellan de Charles V)[16]
- < Charles II de La Rivière, fils de Marguerite et de Charles Bureau, † vers 1429-32, comte de Dammartin par son premier mariage avec la comtesse Blanche/Isabelle de Trie ; puis sa sœur Perrette, † vers 1451-63, x Guy VI ou X de La Roche-Guyon, † 1415 à Azincourt < Guy VII de La Roche-Guyon[17] < Marie de La Roche-Guyon, † 1498, x 1° 1448 Michel d'Estouteville, † 1469, et x 2° 1471 Bertin de Silly[18], † vers 1506 : < postérité des deux mariages, dont Charles de Silly, † 1518, seigneur de La Roche-Guyon et Rochefort, x Philippa de Sarrebruck dame de Commercy (-Château-Haut) et de Louvois < Rochefort passe à leur fils cadet Jacques de Silly, damoiseau de Commercy (1513-1570), sans postérité ; puis au damoiseau de Commercy Henri de Silly (1551-vers 1589, neveu de Jacques en tant que fils du frère aîné de ce dernier, Louis de Silly), comte de La Roche-Guyon, sire de Louvois, seigneur d'Auneau en 1570-1579/80 (la sœur d'Henri, Catherine de Silly ci-dessous, épouse François de Rohan-Gyé et continue les princes de Rochefort).
- Vers 1580, Henri de Joyeuse (1563-1608 ; comte du Bouchage, duc de Joyeuse vers 1590/92, maréchal de France en 1595) acquiert la seigneurie-châtellenie (baronnie d'Auneau en 1603) (Catherine de Silly dame de Rochefort, sœur de Louis et Jacques et tante d'Henri de Silly ci-dessus, était l'épouse de François de Rohan-Gié et la mère de Françoise de Rohan-Gié, la première femme de François de Balsac d'Entraigues : or François de Balsac était un cousin au 3° d'Henri de Joyeuse, tous deux issus de Roffec II de Balsac d'Entragues ; cette parenté pourrait-elle expliquer la cession au futur maréchal de Joyeuse ?)
- Devenu veuf de sa femme Catherine de Nogaret de La Valette épousée en 1581 et décédée en août 1587[19], Henri de Joyeuse quitte dès septembre 1587 le monde pour les ordres, et vend Auneau à Philippe Hurault comte de Cheverny (1528-1599 ; chancelier de France en 1583, seigneur baron de Gallardon et d'Esclimont, amant d'Isabeau Babou de La Bourdaisière ci-après). Puis Auneau passe en août 1597, contre 90 000 écus, aux d'Escoubleau de Sourdis d'Alluyes qui le gardent tout au long du XVIIe siècle avant de le céder : François Ier d'Escoubleau, † 1602, seigneur de Mondoubleau (achat en 1593) et de Jouy, mari d'Isabeau Babou de La Bourdaisière dame puis marquise d'Alluyes (née vers 1551-1625 ; influente tante maternelle de Gabrielle d'Estrées, Isabeau règle en janvier 1603 le solde définitif des acquisitions de 1587/1597 au cardinal-duc François de Joyeuse († 1615, frère du maréchal-duc Henri), et obtient l'érection de la seigneurie-châtellenie d'Auneau en baronnie en février 1603) < François (1574-1628, cardinal-archevêque de Bordeaux en 1599) ; puis son frère Charles, baron d'Auneau dès 1612 à l'occasion de son mariage ? (1588-1666, gouverneur de l'Orléanais, du Chartrain et du Blésois, marquis d'Alluyes, premier comte de Jouy en 1654 : comté cédé en 1664 à Antoine Daquin), x 1612 Jeanne/Suzanne de Monluc-Montesquiou de Foix-Carmain de Chabanais, fille d'Adrien et arrière-petite-fille du maréchal de Monluc < Charles-Paul, † 1690 ; puis son frère Henri, † 1712 : les deux sans postérité...
- ... leur nièce Angélique d'Escoubleau de Sourdis princesse de Chabanais (1684-1729, fille de leur frère puîné François † 1707), épouse en 1702 François Colbert de St-Pouange (1676-1719), maréchal de camp. Endettés, Angélique et François Colbert doivent abandonner Mondoubleau vers 1712/1729, céder Alluyes en 1708 à Jean de Gassion (fils de Pierre, petit-fils de Jean et petit-neveu du maréchal), et vendre Auneau en 1719[20] à leur créancier Louis Doublet (de Persan) seigneur de Breuilpont[21] (né vers 1665-1723, lié aux Orléans, x 1697/98 Marie-Anne Legendre, 1677-1771, fille du fermier général François Legendre, éminente salonnière française)...
- ... qui vend lui-même en 1722 à Pierre d'Hariague (1660-1735), fils de Pierre, secrétaire du Roi, x Geneviève Du Perron de Courcelles (1786-1749) < Dominique, dernier seigneur d'Auneau et de Voise († le 18 décembre 1789 ; x 1748 Charlotte d'Irumberry de Salaberry < Hermine d'Hariague) (le frère cadet de Dominique, Pierre d'Hariague, seigneur de Guibeville[22], président au Parlement de Paris, x 1746 Emilie-Madeleine-Olympe Moreau de Nassigny nièce de Jean Moreau de Séchelles ; le couple et leur fille Marie-Claude-Eulalie sont guillotinés le 29 germinal an II/18 avril 1794 ; leur gendre André-Charles de Bonnaire de Forges est guillotiné le 24 avril 1793, leur petite-fille Marie-Charlotte de Bonnaire de Forges le 9 avril 1794, et Charles-Victoire-François d'Irumberry de Salaberry, oncle maternel d'Hermine, le Ier avril 1794 ; une autre petite-fille, Henriette-Charlotte de Bonnaire de Forges épouse Jules-Paul Pasquier de Coulans, frère cadet du chancelier-duc Étienne-Denis : deux fils d'Étienne Pasquier guillotiné le 1er floréal an II/20 avril 1794).
- La famille d'Hariague remodèle le château, comme on l'a dit plus haut. Fiefs/seigneuries associés : Voise, Adonville, Francourville, Oinville, Boinville-au-Chemin... Le domaine d'Auneau, après 1789, revient à Hermine d'Hariague[23] (1748-1828), fille du dernier seigneur Dominique ci-dessus, x 1767 Charles-Jean-Théodose marquis de Moges-Buron (1741-1810) < Charles-Théodose (1768-1836) x 1798 Amélie-Antoinette-Victorine de Broglie, fille de Charles-Louis-Victor prince de Broglie guillotiné le 27 juin 1794, fils du duc Victor-François ci-après < Armandine de Moges x Alphonse-Gabriel-Octave prince de Broglie-Revel, petit-fils du maréchal-duc Victor-François. En 1810, Charles-Théodose de Moges et sa femme Amélie de Broglie vendent à Charles-Jacques Chapelain de Séréville (1747-1826 ; x Thérèse-Marie Negrone née en 1762) < Charlotte-Thérèse-Elisabeth-Marie (1784-1861) x Georges-Antoine-Gabriel-Thibault-Henri de Poilvil(l)ain marquis de Crenay, né en 1767, maréchal de camp : sans postérité, ils désignent comme héritière de leur fortune leur fille adoptive, Louise, nièce de Charlotte-Thérèse-Elisabeth-Marie (fille du frère de cette dernière, Charles-Dominique-Marie Chapelain de Séréville, né en 1785 et fils de Charles-Jacques et Thérèse-Marie ci-dessus ; Louise (1821-97) x 1847 Louis-Ernest-Gustave de Sparre (1802-66), petit-fils d'Ernest-Louis-Joseph comte de Sparre et baron de Kronoberg). Mais en 1834, vente à François-Guillaume Locré, qui vend en 1835 à Armand Letavernier de La Mairie, qui cède à Marie-Antoinette Guillemeau de Saint-Souplet x Amé-Ernest-Louis comte de Rutant (né en 1809 d'une famille lorraine), qui vendent le 8 septembre 1860 à Jules-Ernest Lescuyer d'Attainville (1809-82 ; député et président du Conseil général du Var, x 1852 Marie Masséna petite-fille du maréchal).

Lors de la bataille d'Auneau, le duc de Guise y fit reculer les protestants le 24 novembre 1587.
Le 20 décembre 1830, le roi Louis-Philippe Ier et sa famille vinrent à Auneau. C'est le député d'Eure-et-Loir, François-André Isambert qui lui présentera une députation de la Garde nationale de la commune, composée notamment de Brunet, maire, Isambert, adjoint, Allain, juge de paix, Barbet, notaire et commandant de la garde nationale, Rot, adjudant-major, Chenevière, capitaine, Pommereau, lieutenant, etc.

## Politique et administration

### Liste des maires
| Période                                  | Période       | Identité        | Étiquette     | Qualité                                                                                                   |
| ---------------------------------------- | ------------- | --------------- | ------------- | --- |
| Les données manquantes sont à compléter. |               |                 |               | |
| 1971                                     | 1989          | Claude Perrot,  | Rad. puis MRG | Fils de Louis Perrot, maire de Béville-le-Comte et conseiller général d'Auneau (1958 → 1982)              |
| 1989                                     | 1995          | Louis Legrand   | UDF           | Conseiller général d'Auneau (1982 → 1994)                                                                 |
| 1995                                     | 2001          | Jean Choquier   | DVG           | Conseiller général d'Auneau (1994 → 2001)                                                                 |
| 2001                                     | 2003          | Dominique Viel  | DVD           | Médecin, suppléant du député UMP Alain Venot (2002-2007)                                                  |
| 2003                                     | décembre 2015 | Michel Scicluna | DVD           | Cadre supérieur Maire d'Auneau-Bleury-Saint-Symphorien (2016 → 2020) Maire-délégué d'Auneau (2016 → 2020) |

## Population et société

### Évolution démographique
L'évolution du nombre d'habitants est connue à travers les recensements de la population effectués dans la commune depuis 1793. À partir du 1er janvier 2009, les populations légales des communes sont publiées annuellement dans le cadre d'un recensement qui repose désormais sur une collecte d'information annuelle, concernant successivement tous les territoires communaux au cours d'une période de cinq ans. 
Pour les communes de moins de 10 000 habitants, une enquête de recensement portant sur toute la population est réalisée tous les cinq ans, les populations légales des années intermédiaires étant quant à elles estimées par interpolation ou extrapolation. Pour la commune, le premier recensement exhaustif entrant dans le cadre du nouveau dispositif a été réalisé en ,.
En 2013, la commune comptait 4 223 habitants.
| 1831  | 1836  | 1841  | 1846  | 1851  | 1856  | 1861  | 1866  | 1872  |
| ----- | ----- | ----- | ----- | ----- | ----- | ----- | ----- | ----- |
| 1 616 | 1 616 | 1 652 | 1 672 | 1 699 | 1 741 | 1 687 | 1 705 | 1 736 |

| 1876  | 1881  | 1886  | 1891  | 1896  | 1901  | 1906  | 1911  | 1921  |
| ----- | ----- | ----- | ----- | ----- | ----- | ----- | ----- | ----- |
| 1 806 | 1 825 | 1 838 | 1 850 | 1 853 | 1 946 | 1 954 | 2 050 | 1 920 |

| 1926  | 1931  | 1936  | 1946  | 1954  | 1962  | 1968  | 1975  | 1982  |
| ----- | ----- | ----- | ----- | ----- | ----- | ----- | ----- | ----- |
| 1 919 | 1 962 | 1 867 | 1 937 | 1 868 | 2 014 | 2 358 | 2 791 | 3 183 |

| 1990  | 1999  | 2007  | 2008  | 2012  | 2013  | - | - | - |
| ----- | ----- | ----- | ----- | ----- | ----- | - | - | - |
| 3 098 | 3 880 | 4 007 | 4 086 | 4 202 | 4 223 | - | - | - |

#### Pyramide des âges
| Hommes | Classe d’âge | Femmes |
| ------ | ------------ | ------ |
| 0,7    | 90 ans ou +  | 1,7    |
| 4,4    | 75 à 89 ans  | 6,9    |
| 10,5   | 60 à 74 ans  | 11,4   |
| 20,2   | 45 à 59 ans  | 17,2   |
| 22,3   | 30 à 44 ans  | 23,3   |
| 20,2   | 15 à 29 ans  | 18,3   |
| 21,8   | 0 à 14 ans   | 21,2   |

| Hommes | Classe d’âge | Femmes |
| ------ | ------------ | ------ |
| 0,4    | 90 ans ou +  | 1,2    |
| 6,3    | 75 à 89 ans  | 9,1    |
| 12,4   | 60 à 74 ans  | 13,1   |
| 21,1   | 45 à 59 ans  | 20,7   |
| 21,1   | 30 à 44 ans  | 20,3   |
| 18,2   | 15 à 29 ans  | 17,0   |
| 20,4   | 0 à 14 ans   | 18,6   |

## Économie
Outre les activités agricoles traditionnelles de la Beauce, la commune accueille notamment l'entreprise d'entreposage et de services auxiliaires des transports Legendre-Delpierre, classée Seveso « seuil haut ».

## Culture locale et patrimoine

### Lieux et monuments

#### Église Saint-Rémy
Inscrit MH (1967).
L'église est érigée entre le XIIe et le XIIIe siècle à l'emplacement du sanctuaire que les premiers chrétiens bâtirent près d'une fontaine druidique à l'époque pré-normande.
De cette fontaine ne subsiste aujourd'hui que les traces d'un bassin accolé au mur nord de l'église. La fontaine Saint-Maur de Saint-Rémy d'Auneau était l'une des plus importantes sources chartraines. Très populaire  en Beauce jusqu'au début du XXe siècle (de 7 000 à 8 000 personnes la fréquentent au XIXe siècle), elle est le centre d'un important pèlerinage. Elle passait alors pour guérir les paralytiques, les gouteux et les épileptiques qui s'y rendaient la veille de la Saint-Jean.
Le cimetière arbore un noyer d'Amérique entremêlé, d'une hauteur de 22 m et d'une circonférence de 2,90 m,.

L'église Saint-Rémy
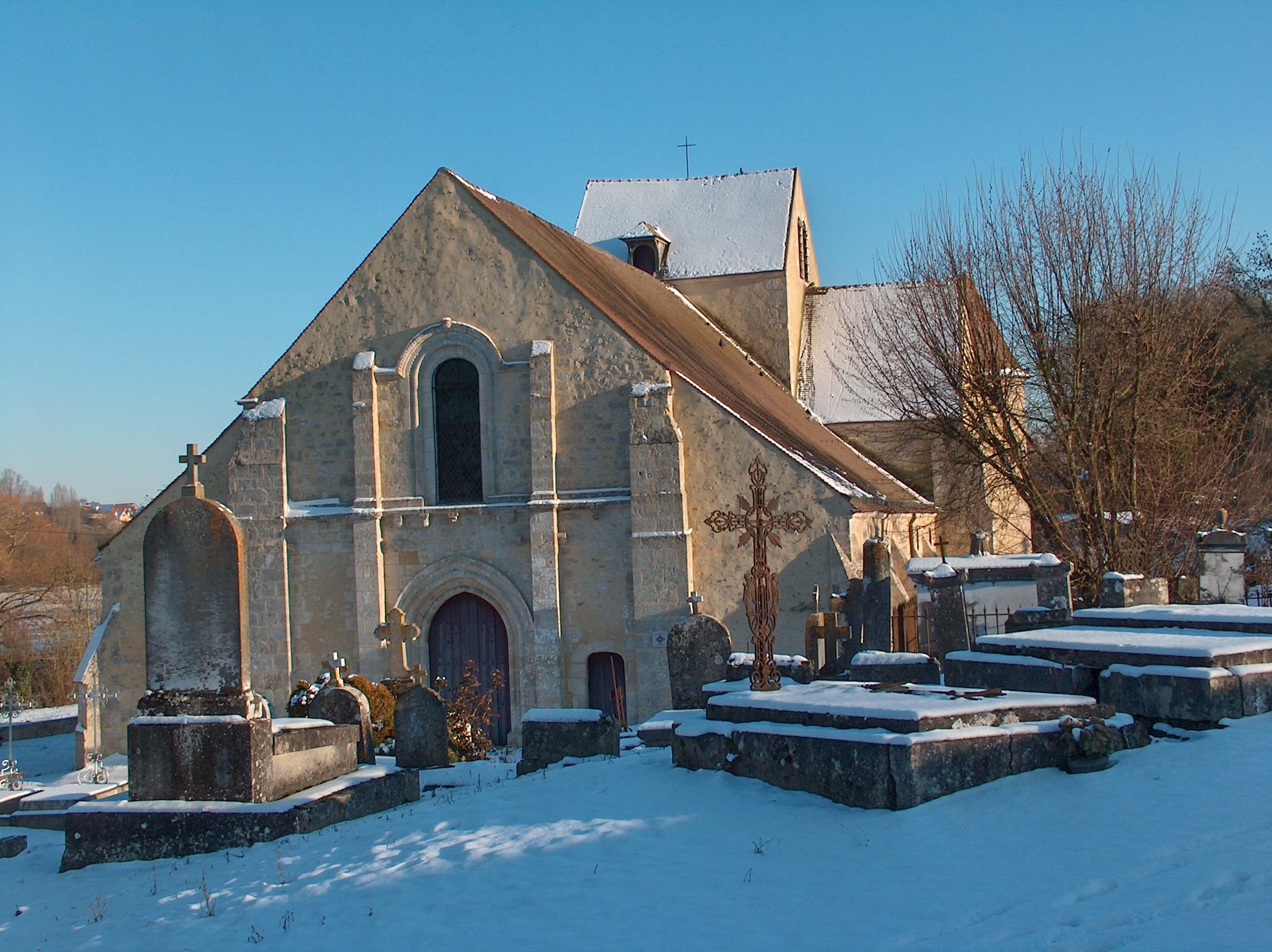
Façade ouest.
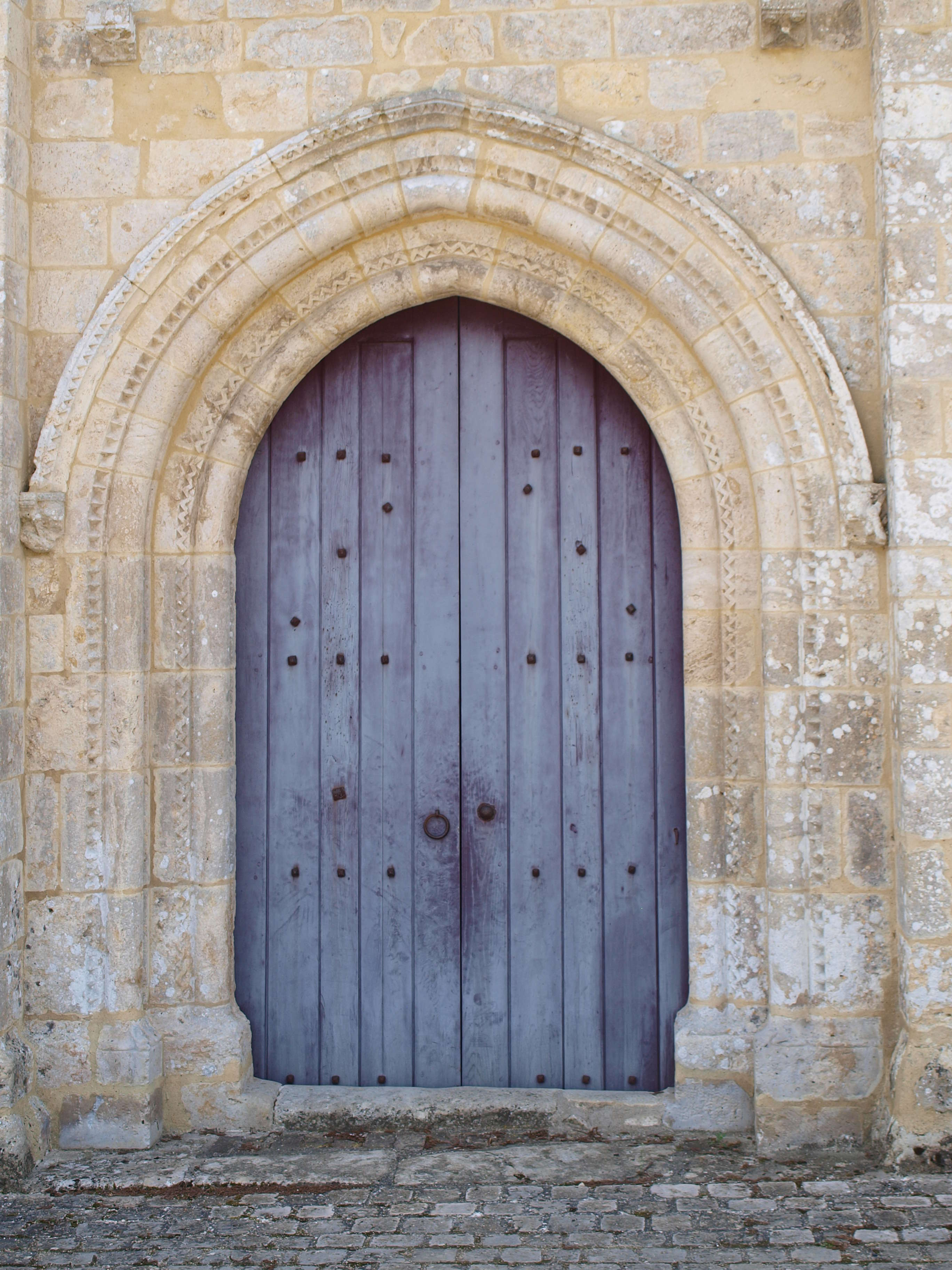
Portail en arc brisé.
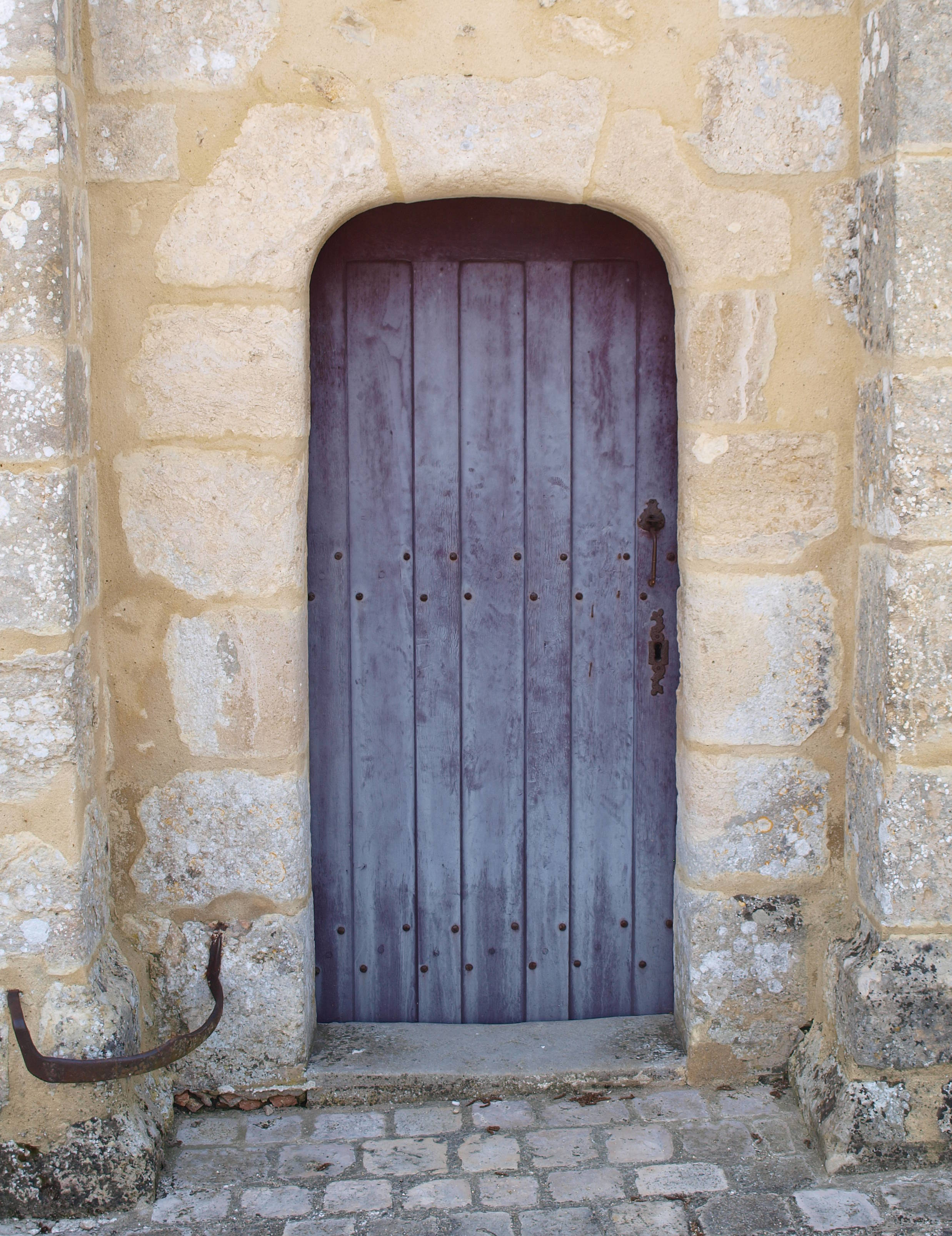
Porte plein-cintre.
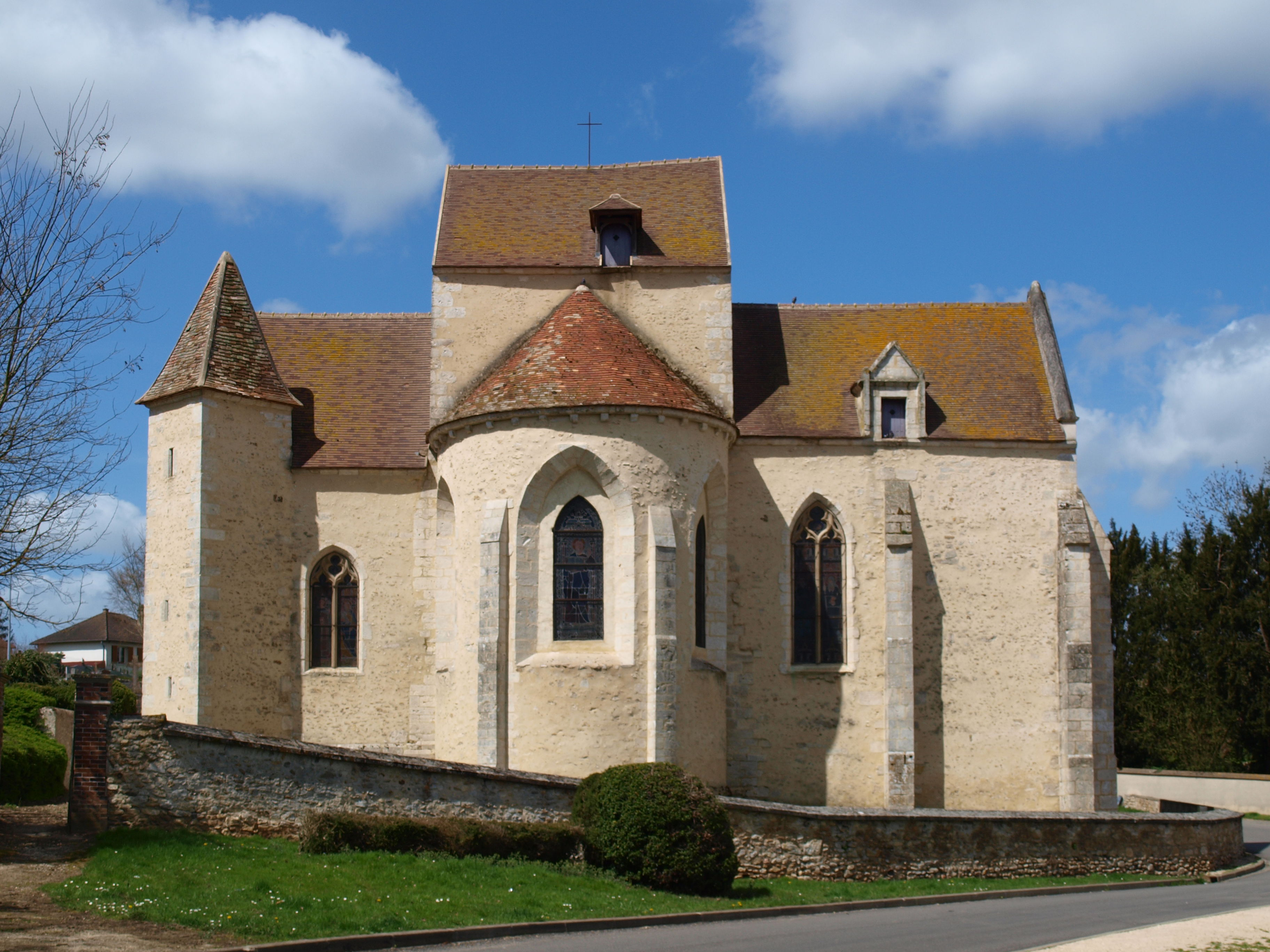
Chevet.
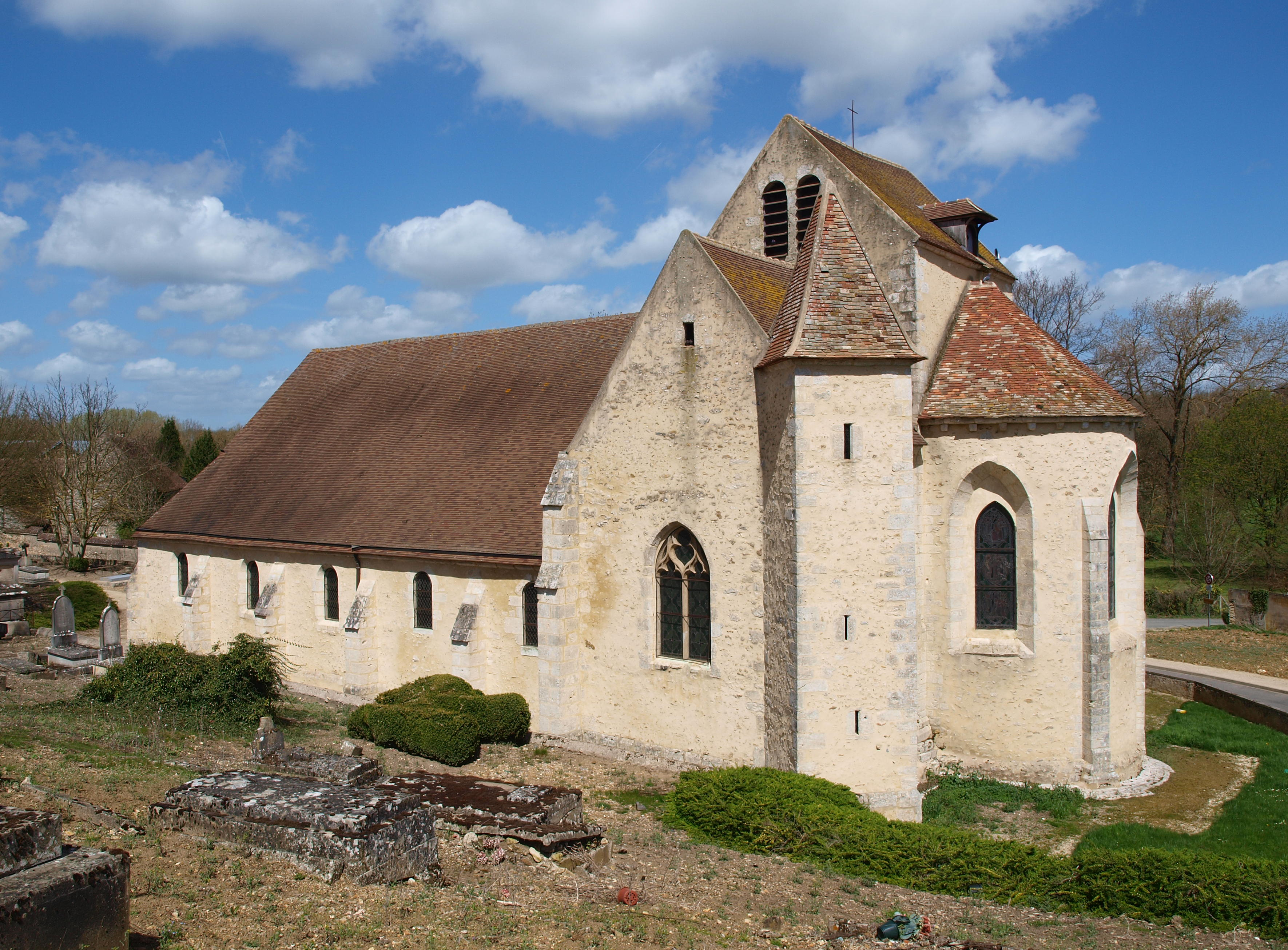
Mur sud.
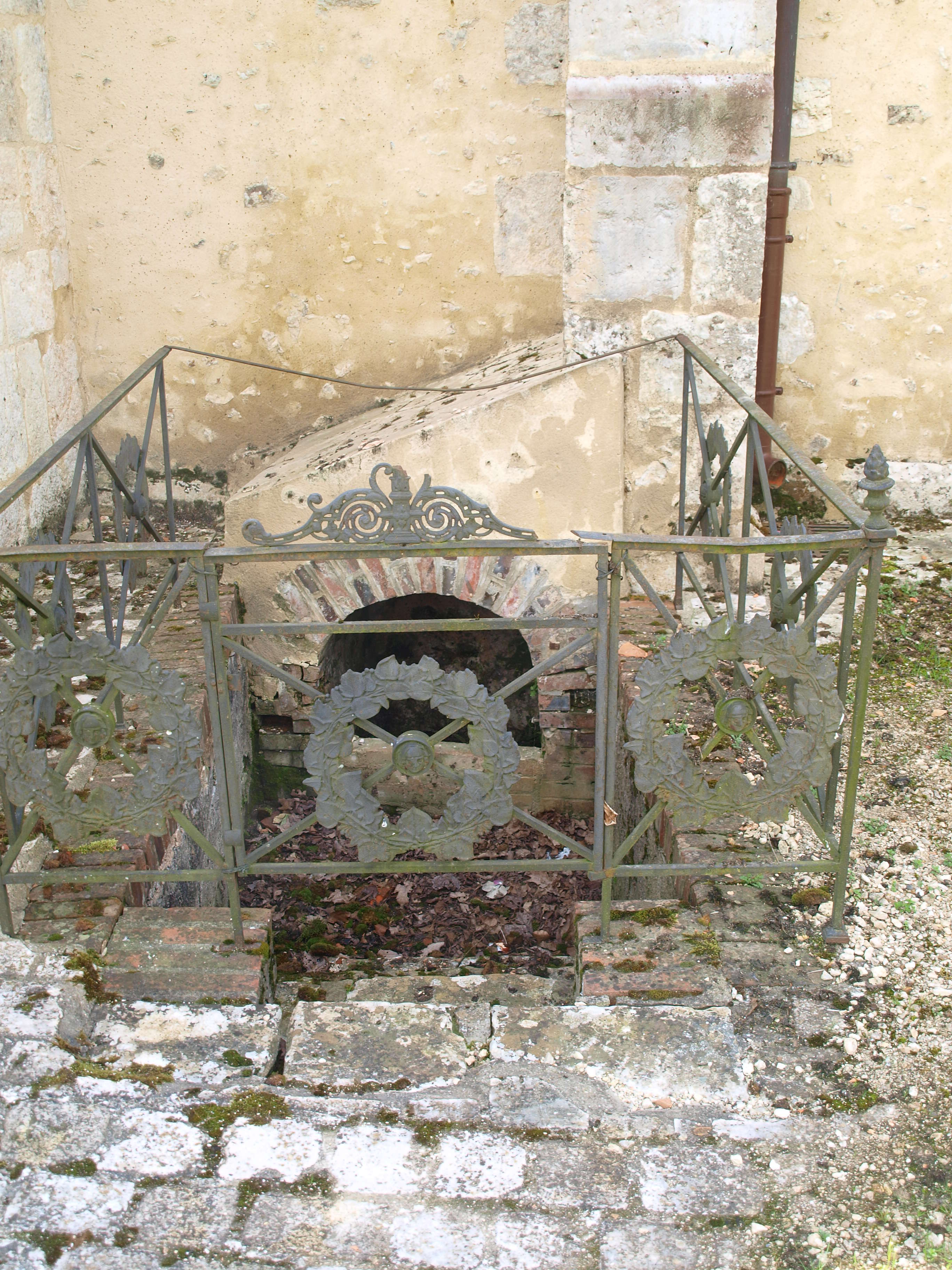
Ancienne fontaine.
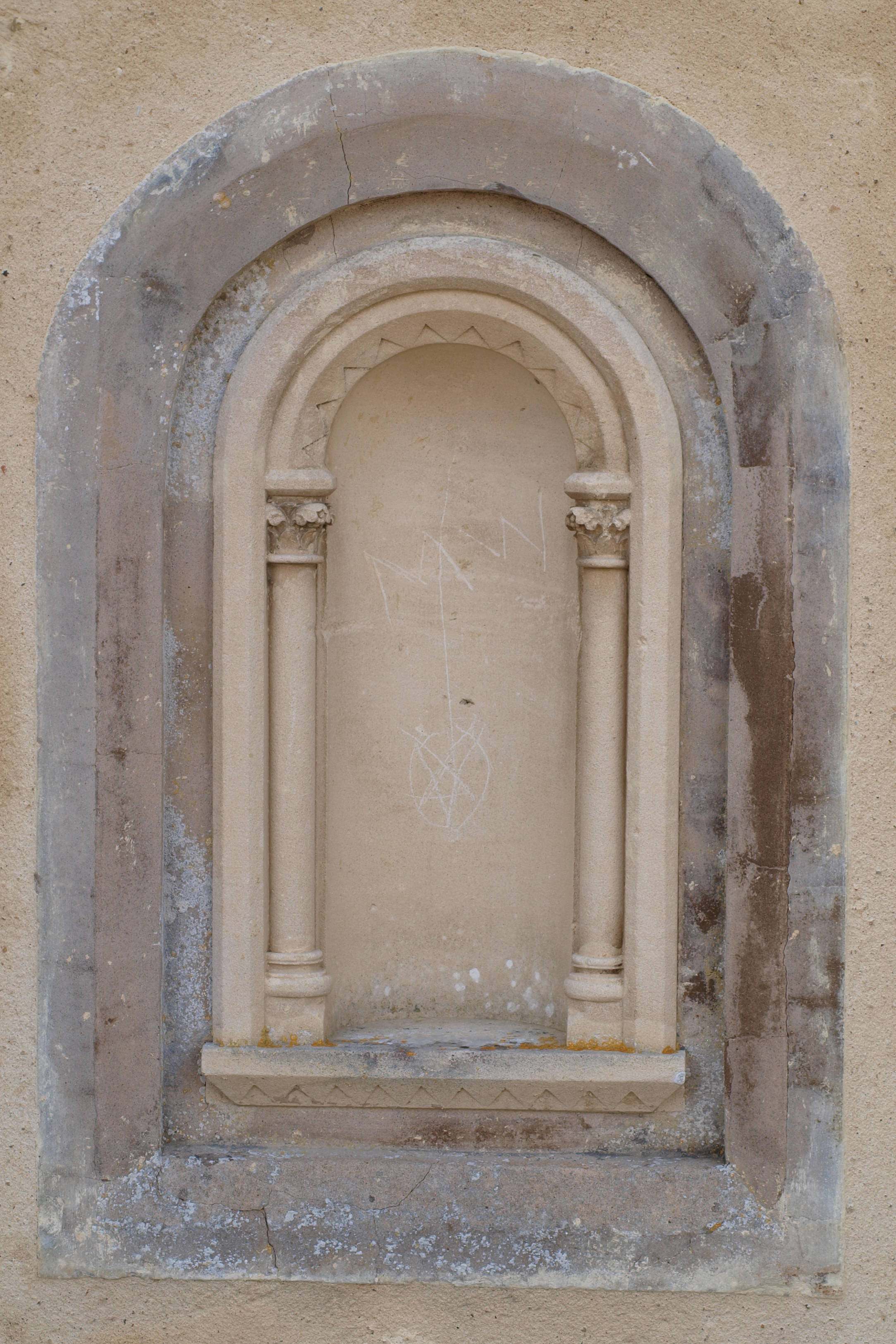
Fenêtre murée.

#### Tour d'Auneau
Inscrit MH (1927)

#### Église Saint-Étienne
L'édifice, de style néo-gothique, a été bâtie entre 1892 et 1895, afin de suppléer à l'église Saint-Rémy, devenue trop excentrée avec le développement du bourg.
Après la Seconde Guerre mondiale, les vitraux  des bas-côtés sont réalisés par les ateliers Lorin de Chartres. En 1981, sont mises en place les deux roses au-dessus des portes latérales par le même atelier. En  1986, Michel Petit, verrier à Thivars, réalise les vitraux de Saint-Charles-Borromée et de Saint-François-d’Assise, ainsi que ceux des hautes fenêtres du chœur, représentant sainte Cécile et saint Étienne, saint Rémy et sainte Clotilde.

L'église Saint-Étienne
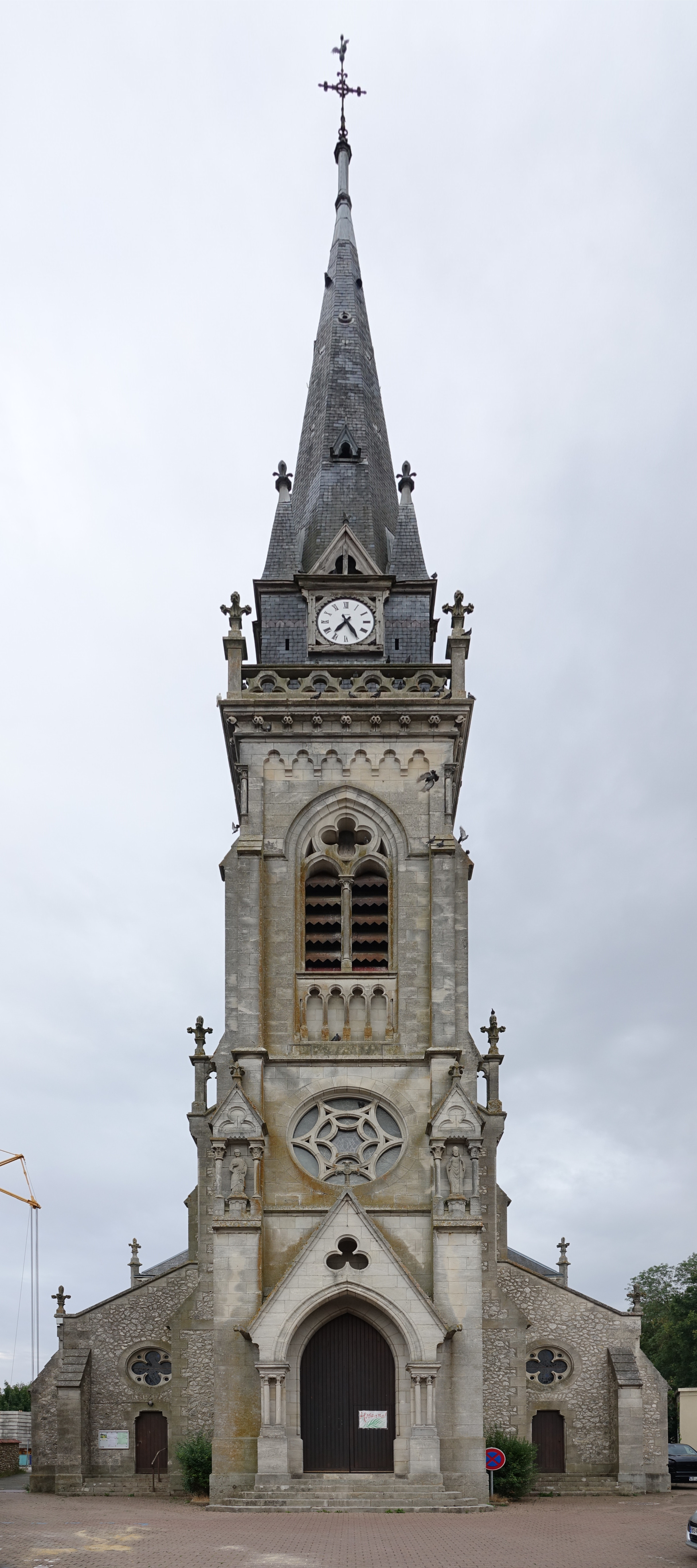
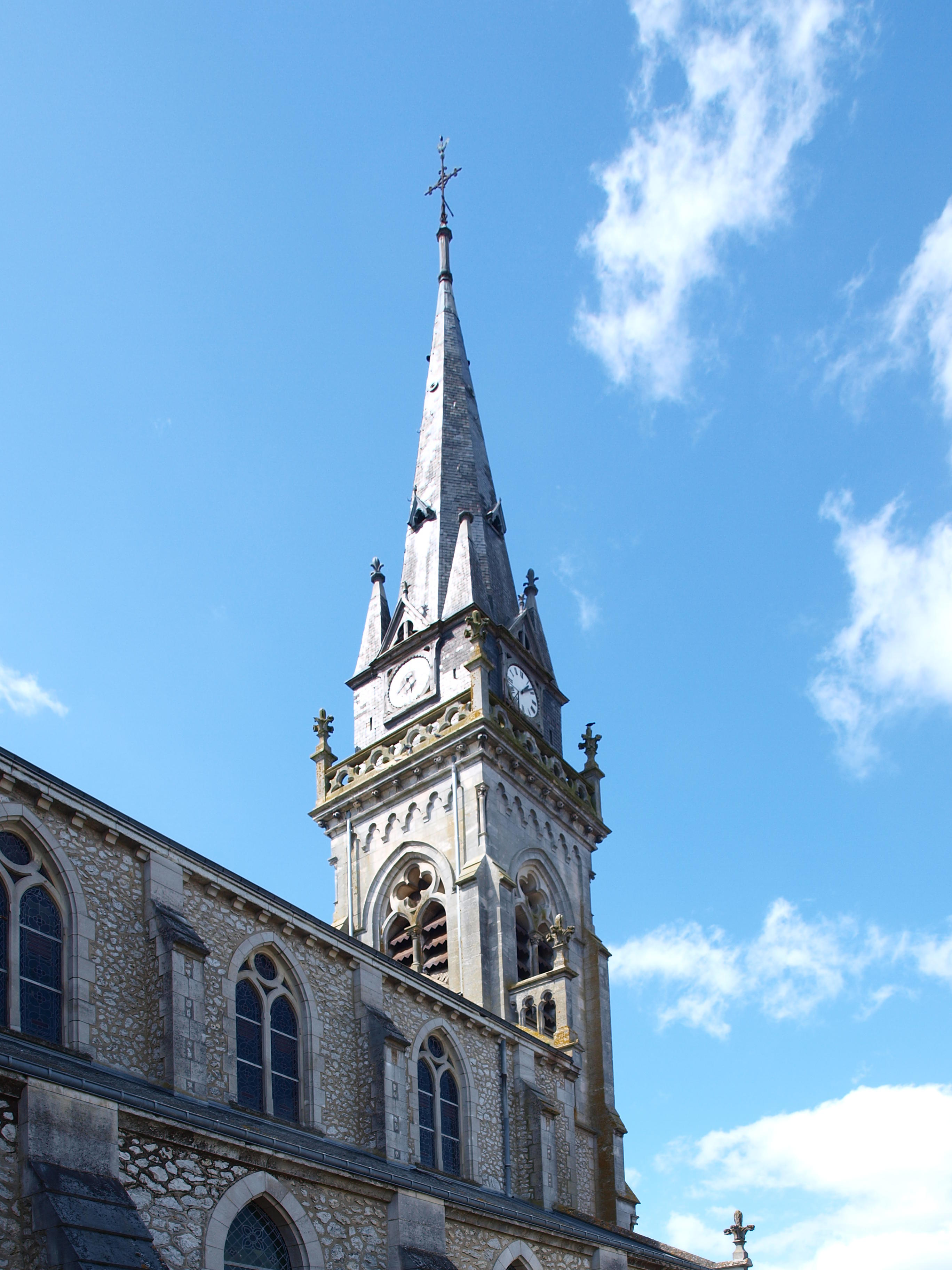
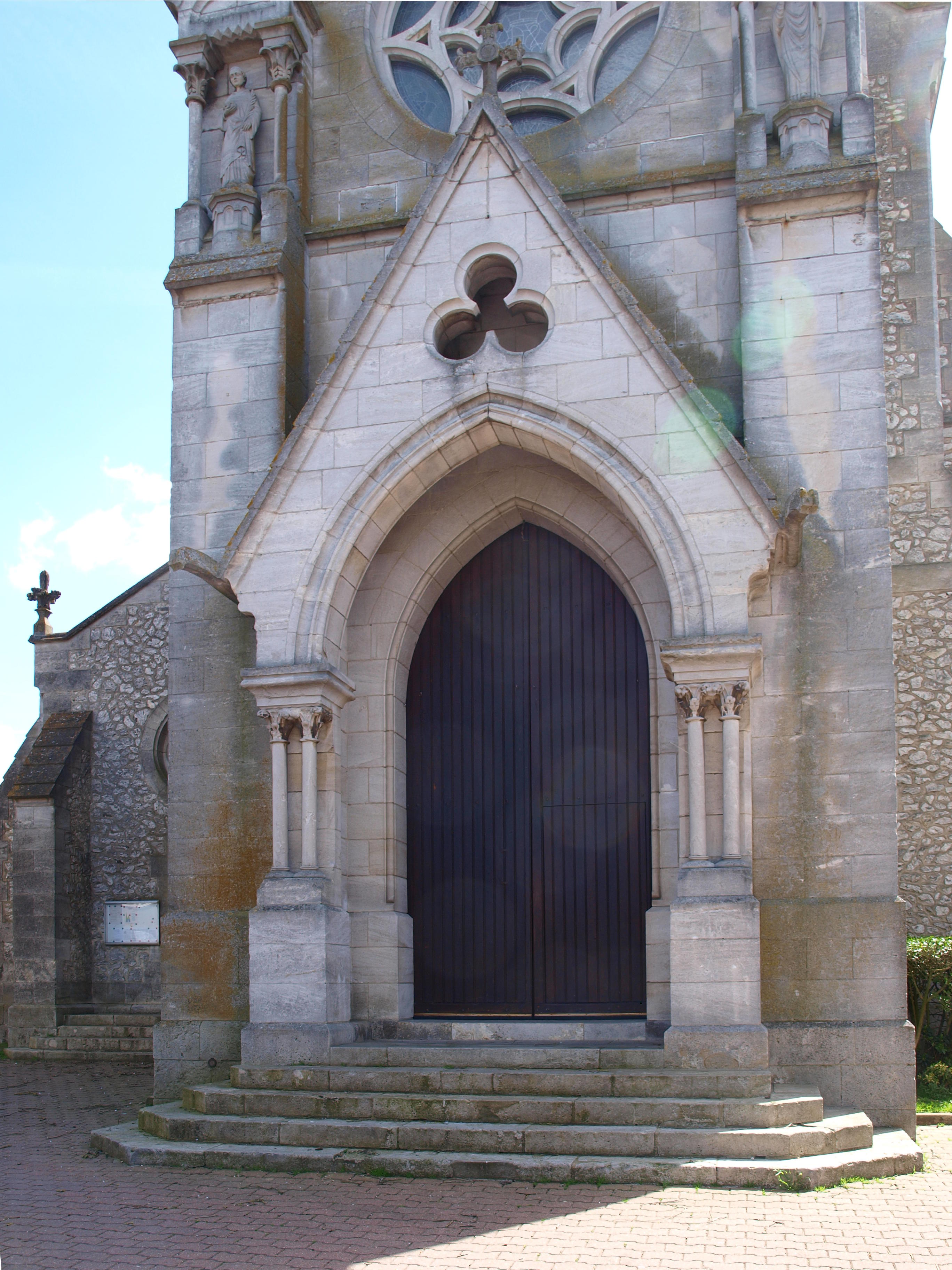
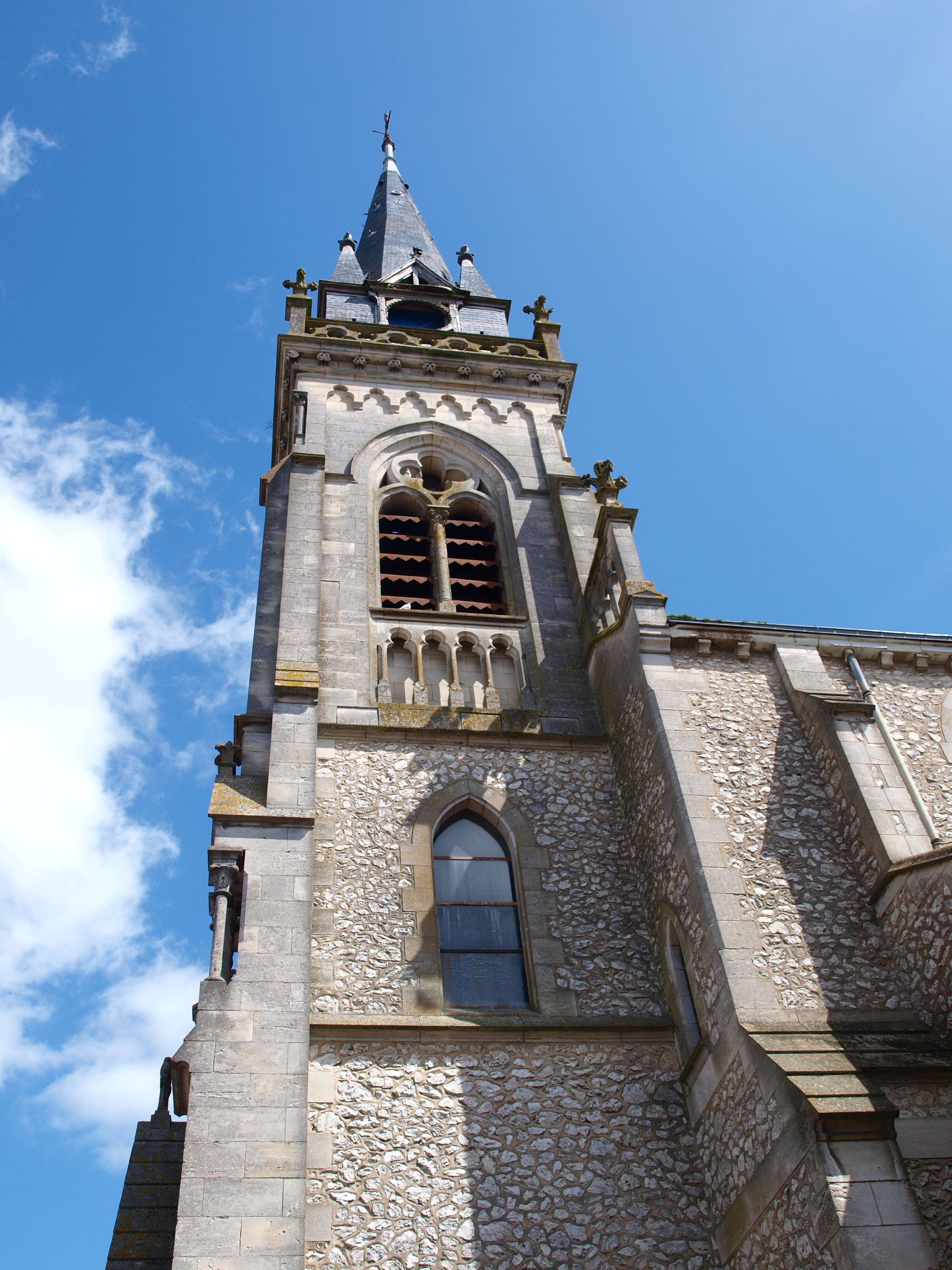

#### Autres lieux et monuments

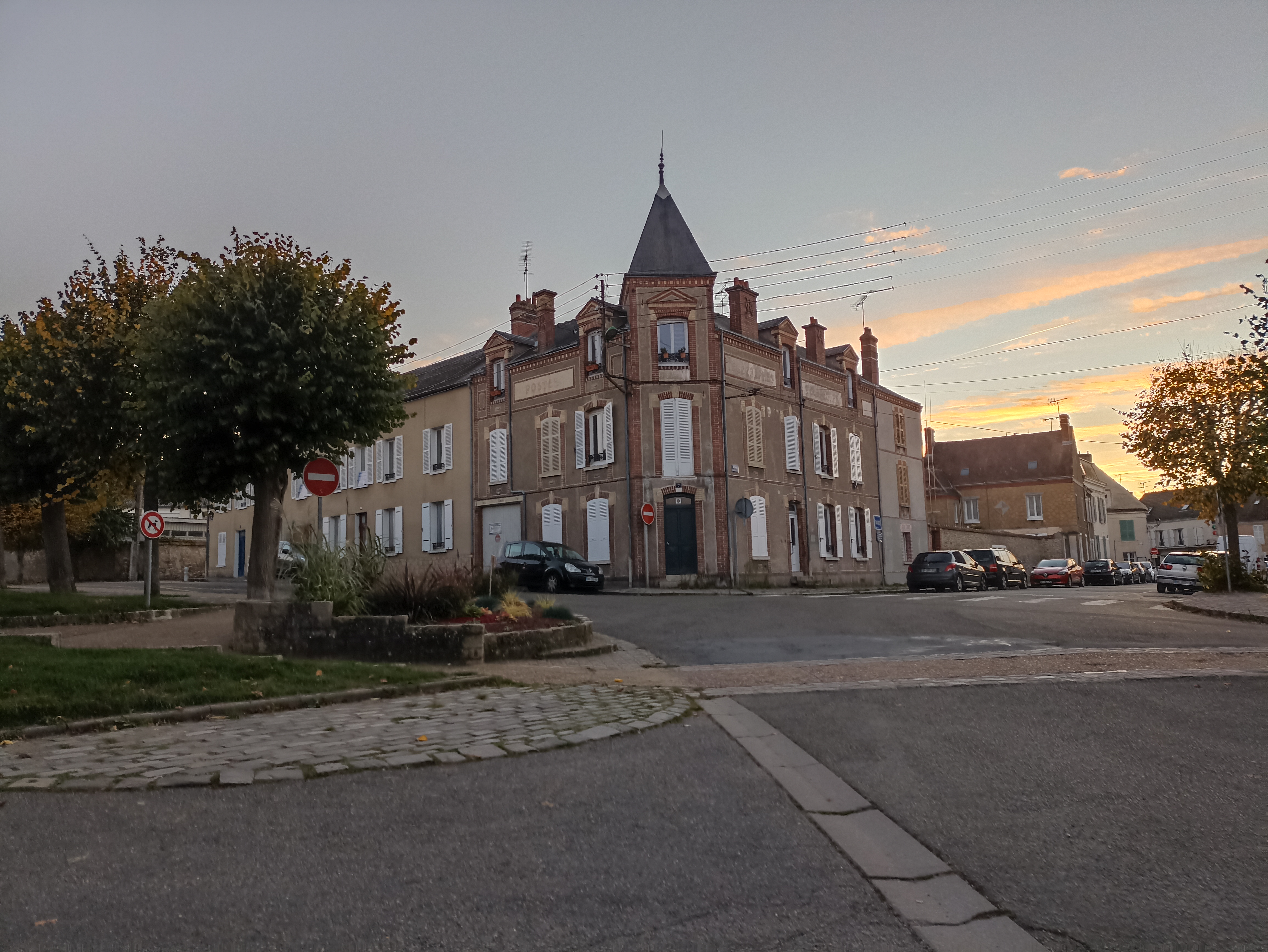
Ancienne Poste-Télégraphe.

- Jardin de la Préhistoire d'Auneau : le jardin de la Préhistoire propose un parcours archéologique et botanique à travers une roselière au bord de l'Aunay (rive droite). Des panneaux présentent à la fois l'environnement naturel et l'utilisation des plantes ainsi que les principaux résultats de la fouille du site mésolithique et néolithique du parc du château d'Auneau. Des reconstitutions grandeur nature (colonnes du temps, hutte mésolithique, scène de chasse à l'aurochs, maison circulaire néolithique…) jalonnent le parcours[41] ;
- École de musique Marcel-Braie, Issue de la plus ancienne Harmonie d’Eure-et-Loir, l’école de musique municipale d’Auneau propose et diffuse la musique à la frontière de trois départements (28, 91 et 78). Elle accueille environ 120 élèves ;
- Ancienne Poste-Télégraphe en face du château ;
- Ouvert en 1998 à Auneau, le parc des Félins a été transféré en septembre 2006 en Seine-et-Marne. Il s'agit d'un centre d'élevage consacré aux félins et situé à l'origine dans le parc du château d'Auneau.

### Personnalités liées à la commune
- Marie de La Roche-Guyon (vers 1434-1498) dame d'Auneau ;
- Léonor Jean Soulas (1696-1753), dit l'abbé d'Allainval, auteur dramatique français dont la famille est établie à Auneau ;
- Jean Louis Charles Bagnol dit, Bagniol (1774-1843), général français, y est né le 7 mars 1774 ;
- Maurice Fanon, chanteur (1929-1991), né à Auneau.

### Héraldique
| Blason de la commune d'Auneau | Les armes de la commune d'Auneau se blasonnent ainsi : deux écus accolés : 1 - de gueules à la bande d'argent, 2 - d'or à cinq cotices de gueules. |